# Udligenswil
Udligenswil (schweizerdeutsch Udligeswil/Udligeschwil ˌʊdligəʃˈʋiːl,ˌʊdligənsˈʋiːl, kurz Uedlige ˈʊɘdligə) ist eine politische Gemeinde im Wahlkreis Luzern-Land des Kantons Luzern in der Schweiz.

## Geographie
Udligenswil liegt auf einer Terrasse am Südhang des Rooterberges auf einer Höhe zwischen 526 m ü. M. und 840 m ü. M. Von der Gemeindefläche von 625 ha sind 62,8 % landwirtschaftliche Nutzfläche, 24,2 % Wald und Gehölz und 12,0 % Siedlungsfläche (Stand 2015/16).
Nachbargemeinden von Udligenswil sind Adligenswil, Dierikon, Meierskappel und Root (alle im Kanton Luzern) sowie Küssnacht im Kanton Schwyz.

## Bevölkerung
Zwischen 1798 und 1850 wuchs die Anzahl Bewohner stark an (+ 30,5 %). Die Bevölkerung von Udligenswil blieb lange Zeit stabil und schwankte von 1850 bis in die 1960er-Jahre zwischen 500 und 600 Einwohnern. Die Gemeinde war damals ein kleines Bauerndorf mit zahlreichen Landwirtschaftsbetrieben und etwas Kleingewerbe. Seit 1960 fand ein anhaltend starkes Wachstum statt. Innert fünfzig Jahren wurde die Einwohnerzahl mehr als verdreifacht (1960–2010: + 224,3 %). Die bessere Verkehrsanbindung und die Lage auf einer Sonnenterrasse nahe den Städten Zug und Luzern sind dafür verantwortlich. Dadurch zogen viele Leute, die ihre Arbeitsplätze in den wirtschaftlich stärkeren Gemeinden der Region haben, in das Bauerndorf. Die Gemeinde wurde vom Bauerndorf zur Pendlergemeinde. Seit 2010 war das Wachstum nur noch gering.
Quellen: 1798–1837: Helvetische und kantonale Volkszählungen; Bundesamt für Statistik; 1850 bis 2000 Volkszählungsergebnisse, 2010 ESPOP, seit 2011 STATPOP

### Sprachen
Fast die gesamte Bevölkerung, nämlich 94,76 %, benutzt als Hauptsprache Deutsch. Daneben existieren noch Albanisch mit 1,30 % und Serbokroatisch, welches von 0,97 % als Hauptsprache benutzt wird.

### Religionen – Konfessionen
Früher war die Bevölkerung des Dorfes ausschliesslich römisch-katholisch. Heute (Stand 2000) sieht die Lage anders aus. Die Mehrheit bilden mit 70,56 % der Einwohnerschaft die römisch-katholischen Christen. Minderheiten bilden 14,91 % evangelisch-reformierte Christen, 7,35 % Konfessionslose, 1,84 % Muslime, 1,13 % Angehörige christlicher Freikirchen und 0,54 % orthodoxe Christen.

### Herkunft – Nationalität
Ende 2022 zählte die Gemeinde 2455 Einwohner. Davon waren 2137 Schweizer Staatsangehörige und 318 (= 13,0 %) Menschen anderer Staatsangehörigkeit. Die grössten ausgewiesenen Zuwanderergruppen kommen aus Deutschland (129 Menschen), Portugal (17), Italien (13), dem Kosovo (8) und Serbien (7). 114 Personen stammen aus weiteren europäischen Ländern, 30 sind aussereuropäischer Herkunft.

## Politik

### Gemeinderat
Der nebenamtlich arbeitende Gemeinderat besteht aus folgenden fünf Mitgliedern:
- Gemeindepräsident Florian Ulrich (FDP), seit 2020 (im Gemeinderat seit 2016): Präsidiales und Verkehr
- Gisela Künzli-Huber (CVP), seit 2019: Umwelt, Strassen- und Bauwesen, Wasserversorgung
- Brigitte Henseler-Pfenninger (CVP), seit 2020: Bildungswesen
- Filip Erzinger (parteilos), seit 2020: Finanzen, Sicherheit und Jugend
- Angela Müller-Küng (FDP), seit 2020: Sozialwesen

### Kantonsratswahlen
Bei den Kantonsratswahlen 2023 des Kantons Luzern betrugen die Wähleranteile in Udligenswil: SVP 26,04 %, FDP 22,40 %, Mitte (einschliesslich Junge Mitte) 19,33 %, glp (mit JGLP) 14,25 %, SP 9,81 %, Grüne (mit JG und GrüneUnt) 7,73 % und EVP 0,44 %.

### Nationalratswahlen
Bei den Schweizer Parlamentswahlen 2023 betrugen die Wähleranteile in Udligenswil: SVP 27,7 %, Mitte 23,4 %, FDP 19,8 %, glp 11,9 %, SP 9,7 %, GPS 5,3 %, übrige 2,2 %.

## Wirtschaft
Bis weit nach dem Zweiten Weltkrieg war Udligenswil ein Bauerndorf. Mit dem Bau der Autobahnen rückten Zug und Luzern in nähere Reichweite. Im Jahr 2016 gab es 149 Arbeitsstätten mit 426 Beschäftigten in Udligenswil. Der Anteil der Beschäftigten in der Landwirtschaft ist zwar noch überdurchschnittlich hoch und dennoch in den letzten Jahrzehnten stark zurückgegangen. Die Landwirtschaft bietet nur noch 15,02 % der Erwerbstätigen (64 Personen) in 25 Betrieben eine berufliche Existenz. Weit bedeutender sind heute Industrie und Gewerbe mit 27 Betrieben und 72 Beschäftigten und der Dienstleistungsbereich mit 97 Arbeitsstätten und 290 Beschäftigten. Durch das starke Bevölkerungswachstum hat sich der Pendlerstrom vergrössert. Im Jahr 2000 standen 136 Zupendlern (v. a. aus dem Kanton Schwyz, Adligenswil und der Stadt Luzern) 715 Wegpendler (v. a. nach Luzern und in den Kanton Zug) gegenüber.

### Verkehr
Udligenswil ist vom Öffentlichen Verkehr mit der Postautolinie Luzern-Adligenswil-Udligenswil-Rotkreuz (Linie 73) und der Auto-AG-Schwyz-Linie Küssnacht am Rigi-Udligenswil-Root D4 (Linie 529) erschlossen. Der Autobahnanschluss Küssnacht ist 4 km weit weg.

## Geschichte

Luftbild (1970)

Udligenswil wird im Jahr 1036 erstmals in einer Besitzbestätigung an den Chorherrenstift Beromünster als Uodelgoswilare erwähnt. Im 13. Jahrhundert kam es zu Küssnacht und gehörte ab 1291 den Habsburgern. Im Jahr 1380 gelangte es unter das Schutz- und Schirmrecht und wurde von Johanna von Hunwyl 1406 an Luzern verkauft. 1565/66 wütete die Pest und raffte die Hälfte der Bewohner weg. 1725 erregte Udligenswil internationales Aufsehen, weil der Vogt und Pfarrer Andermatt wegen einer Tanzveranstaltung in Streit gerieten. Im sogenannten Udligenswilerhandel musste sogar der Papst eingreifen. Seit 1798 gehört die Gemeinde zum Distrikt (ab 1803 Amt) Luzern.

## Bildung
In Udligenswil besuchten (Schuljahr 2022/2023) 43 Kinder die drei Kindergartenklassen im Kindergarten Bühlmatt I. Die Schulhäuser Bühlmatt I und II boten 165 Primarschülern in 9 Klassen eine Bildungsmöglichkeit. Die Sekundarschule besuchen die Schülerinnen und Schüler in der Nachbargemeinde Adligenswil, die Mittelschule entweder an der Kantonsschule Alpenquai in Luzern oder am Gymnasium Immensee.

### Schüler mit Schulort Udligenswil
| Schuljahr (2022/2023) | Kindergarten | Primarschule | Sekundarstufe, alle Niveaus | Gesamthaft |
| --------------------- | ------------ | ------------ | --------------------------- | ---------- |
| Abteilungen           | 3            | 9            | 0                           | 12         |
| Schüler               | 43           | 165          | 0                           | 208        |

aus der Gemeinde und Nachbargemeinden; Quelle LUSTAT

### Schüler mit Wohnort Udligenswil
| Schuljahr (2022/2023) | Kindergarten | Basisstufe | Primarschule | Sekundarstufe, Niveau A/B | Sekundarstufe, Niveau C | Integrierte Sekundarschule | Sonderschule | Gesamthaft |
| --------------------- | ------------ | ---------- | ------------ | ------------------------- | ----------------------- | -------------------------- | ------------ | ---------- |
| Schüler               | 44           | 0          | 166          | 31                        | 6                       | 5                          | 2            | 279        |

in der Gemeinde wohnhaft; Quelle LUSTAT

## Persönlichkeiten
- Wilhelm Ziehr (* 1938),  deutscher Lexikograph und Kulturhistoriker, wohnte in Udligenswil
- Theresia Greter-Lustenberger (* 1941), Künstlerin
- Peter Schilliger (* 1959), Politiker (FDP), Alt-Gemeindepräsident, Nationalrat
- Michèle Graber (* 1965), Politikerin (GLP), Alt-Kantonsrätin
- Nicole Lechmann (* 1984), Schauspielerin

## Sehenswürdigkeiten

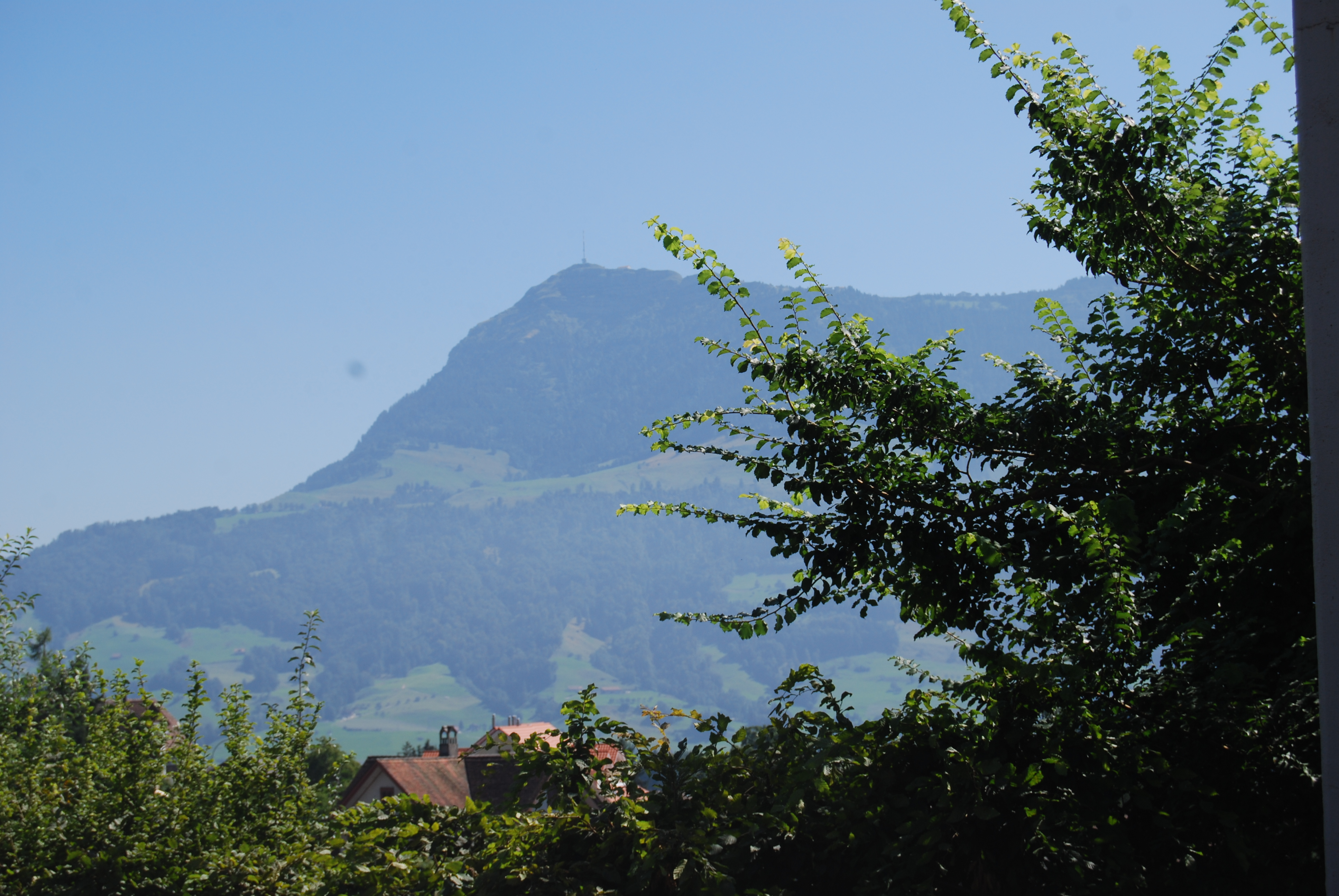
Blick auf die Rigi von Udligenswil aus
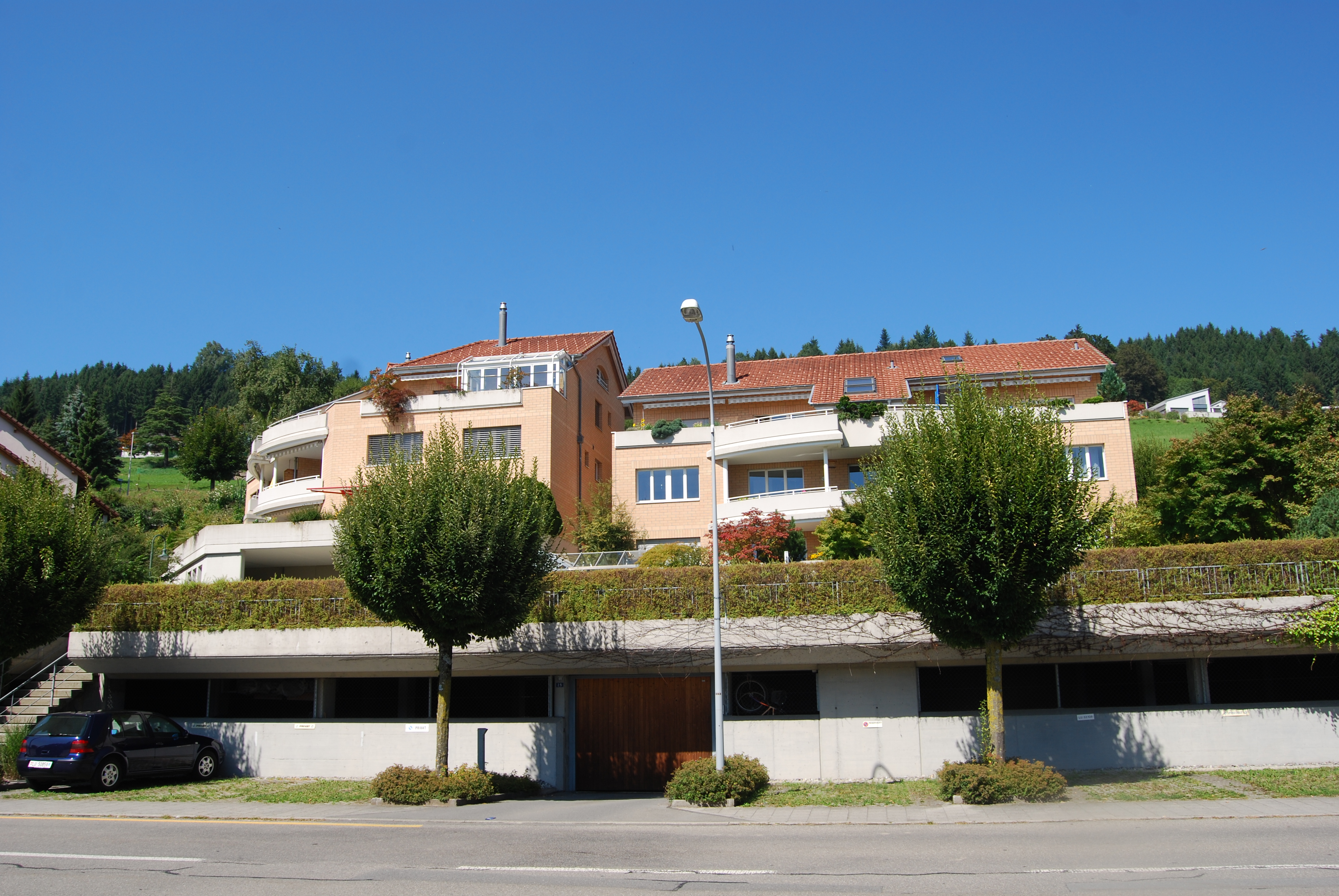
Wohnhäuser in Udligenswil
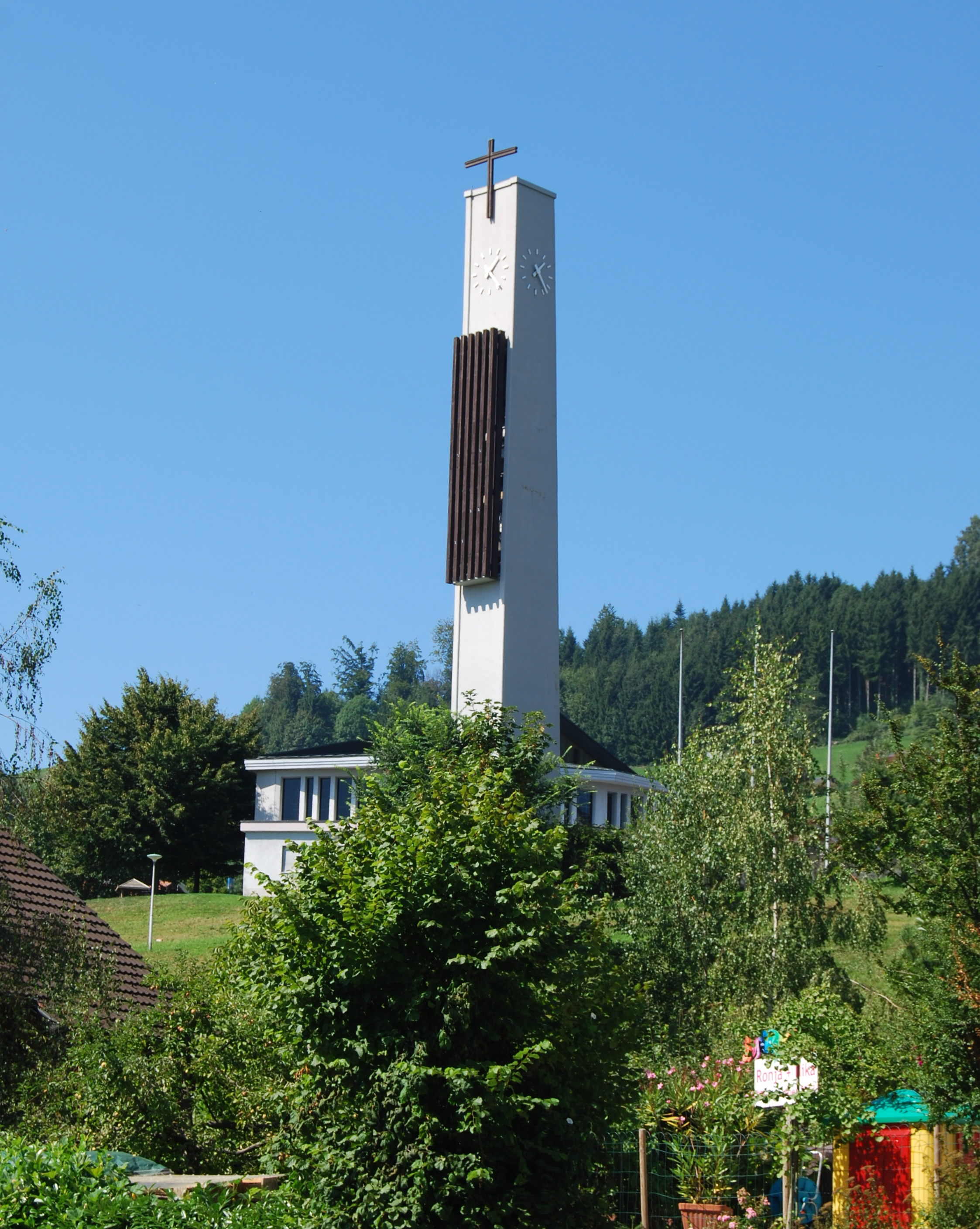
Turm der katholischen Kirche Udligenswil
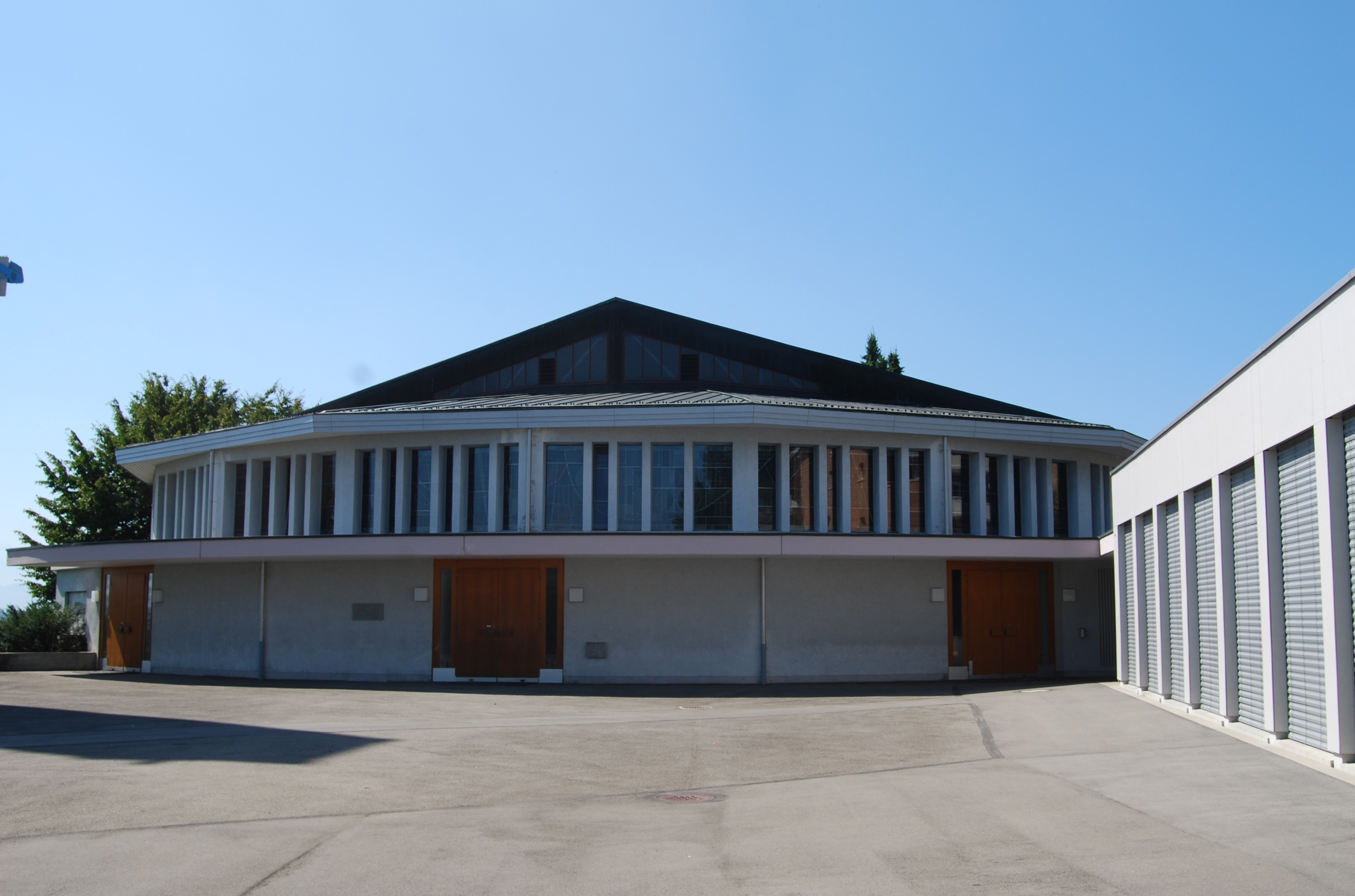
Katholische Kirche